# Блазма (футбольный клуб)
Спортивный клуб «Блазма» (латыш. Sporta klubs «Blāzma») — латвийский футбольный клуб из города Резекне. До 2007 года выступал под названием «Дижванаги» (латыш. SK «Dižvanagi»).

## Выступление в чемпионатах Латвии
ПФК «Вайрогс»:
ФК Резекне:
СК «Дижванаги»:

 * Не считая дублёров клубов Высшей лиги, которые в Чемпионате Первой лиге выступали без конкуренции за право выступать в Высшей лиги.
СК «Блазма»:

## В Кубке Латвии
- 2008 — 1/4 финала
- 2007 — 1/8 финала
- 2006 — 1/2 финала
- 2005 — 1/8 финала
- 2004 — 1/8 финала
- 2003 — 3-й тур (→ финальный тур → 1/4 финала)
- 2002 — 3-й тур (→ 1/4 финала)
- 2001 — 1-й тур (→ 1/4 финала)
- 2000 — 1-й тур (→ 1/4 финала)
- 1999 — 1/4 финала

## Главные тренеры
- Жан Арманис (январь 2005 — август 2006)
- Николай Южанин (август 2006 — декабрь 2007)
- Юрий Попков (декабрь 2007 — август 2008)
- Жан Арманис (август 2008 — июль 2010)
- Эрик Григьян (июль 2010 — ноябрь 2010)

## Интересные факты
- Самая крупная победа, одержанная резекненской командой в Высшей лиге Латвии, была в 1995 году — 8:0 над «Сконто/Металс».
- 1 августа 2009 года команда одержала первую крупную победу в чемпионатах Латвии (Высшая лига) — 3:0 (над рижской «Даугавой»). До этого последняя крупная победа в Высшей лиге какой-либо командой из Резекне была одержана в 1996 году — «Вайрогсом» — 6:3 над броценским «Стартом» (в этом же сезоне 3:0 над елгавским/рижским РАФом/«Университетом» и 3:0 над рижским «Сконто/Металс»).
- 23 октября 2010 года «Блазма» одержала вторую крупную победу со счётом 4:0 в Высшей лиге (над рижской «Яунибой»). Хет-триком в этом матче отметился Павел Рыжевский.

## Рекорды клуба
- Самая крупная победа: 8:0 («Сконто/Металc», 1995).
- Наиболее крупное поражение: 0:12 («Сконто», 1997).

### Только как «Блазма»
- Самая крупная победа: 4:0 («Даугава», 2009); 4:0 («Яуниба», 2010).
- Наиболее крупное поражение: 0:7 («Сконто», 2009).